# Strempt
Strempt is een plaats in de Duitse gemeente Mechernich, deelstaat Noordrijn-Westfalen, en telt 944 inwoners.